# Terremoto de Bolu-Gerede de 1944
El terremoto de Bolu-Gerede de 1944 ocurrió a las 05:22 hora local del 1 de febrero de 1944. El terremoto tuvo una magnitud estimada de 7,5 y una intensidad máxima sentida de X en la escala de intensidad de Mercalli. Rompió parte de la falla de Anatolia del Norte, formando parte de una secuencia progresiva de eventos que generalmente migraron hacia el oeste a lo largo de la zona de la falla, comenzando con el terremoto de Erzincan de 1939.